# نائب رئيس صوماليلاند
نائب رئيس صوماليلاند هو نائب رئيس الدولة، ونائب الرئيس هو الخليفة الدستوري لرئيس أرض الصومال في حالة وجود شاغر.

## نائب رئيس صوماليلاند
| الاسم                     | تولى منصبه  | ترك المنصب  | ملاحظات               |
| ------------------------- | ----------- | ----------- | --------------------- |
| حسن عيسى جامع             | يونيو 1991  | مايو 1993   |                       |
| عبد الرحمن أحمد علي الطور | مايو 1993   | مايو 1995   | [ 1 ]                 |
| عبد الرحمن أو علي فرح     | مايو 1995   | فبراير 1997 | [ 2 ]                 |
| طاهر ريالي كاهن           | فبراير 1997 | مايو 2002   | أصبح رئيس أرض الصومال |
| أحمد يوسف ياسين           | 2002        | يوليو 2010  |                       |
| عبد الرحمن صقلي           | يوليو 2010  | الآن        | [ 3 ]                 |